# Gare de Benfeld
La gare de Benfeld est une gare ferroviaire française de la ligne de Strasbourg-Ville à Saint-Louis, située sur le territoire de la commune de Benfeld, dans la collectivité européenne d'Alsace, en région Grand Est.
Elle est mise en service en 1840 par la Compagnie du chemin de fer de Strasbourg à Bâle. 
C'est une halte voyageurs de la Société nationale des chemins de fer français (SNCF), du réseau TER Grand Est, desservie par des trains express régionaux classiques et également par des TER 200.

## Situation ferroviaire
Établie à 160 mètres d'altitude, la gare de Benfeld est située au point kilométrique (PK) 26,687 de la ligne de Strasbourg-Ville à Saint-Louis entre les gares de Matzenheim et de Kogenheim.

## Histoire
La « station de Benfeld » est mise en service le 19 octobre 1840 par la Compagnie du chemin de fer de Strasbourg à Bâle, lorsqu'elle ouvre à l'exploitation la section de Benfeld à Colmar. Elle est établie sur le territoire du ban communal de Benfeld, qui compte 2 700 habitants. Un omnibus permet de rejoindre la petite ville de Barr. 

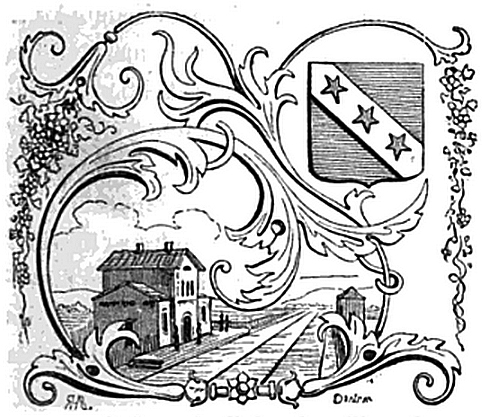
La gare de Benfeld, gravure de 1844.

C'est l'une des vingt stations qui étaient prévues sur le projet d'origine de la ligne et confirmées sur les études définitives.
Du 15 août 1841 au 31 mai 1842, la station de Benfeld délivre des billets à 17 494 voyageurs pour une recette de 25 588,80 francs, auquel s'ajoute 1 464,30 francs pour le service des bagages et marchandises. Cela la place à la dixième place des stations de la compagnie pour le nombre de voyageurs, la recettes voyageurs et pour la recette des bagages et marchandises.
Le bâtiment voyageurs de la gare de Benfeld était le plus ancien d'Alsace. Il est démoli dans la nuit du 14 au 15 octobre 2012.
En 2022, la fréquentation de la gare est de 557 042 voyageurs.

## Fréquentation
De 2015 à 2024, selon les estimations de la SNCF, la fréquentation annuelle de la gare s'élève aux nombres indiqués dans le tableau ci-dessous.
| Année                      | 2015    | 2016    | 2017    | 2018    | 2019    | 2020    | 2021    | 2022    | 2023    | 2024    |
| -------------------------- | ------- | ------- | ------- | ------- | ------- | ------- | ------- | ------- | ------- | ------- |
| Voyageurs                  | 448 426 | 452 346 | 486 730 | 494 393 | 562 706 | 361 262 | 428 559 | 557 042 | 629 402 | 664 785 |
| Voyageurs et non voyageurs | 452 926 | 456 915 | 491 647 | 499 387 | 568 087 | 364 911 | 432 888 | 562 669 | 635 759 | 671 500 |

## Service des voyageurs

### Accueil
Halte SNCF, c'est un point d'arrêt non géré (PANG) à accès libre. Elle est équipée d'un automate pour l'achat de titres de transport, de trois quais avec abris et panneaux lumineux
Un souterrain permet la traversée des voies et le passage d'un quai à l'autre trois ascenseurs doublent les accès par escalier.

### Desserte
Benfeld est une gare voyageurs SNCF du réseau TER Grand Est desservie par des trains express régionaux de la relation Strasbourg-Ville - Mulhouse Ville, ou Colmar, ou  Sélestat. Sur la relation Strasbourg - Mulhouse, elle est également desservie par des TER 200.

### Intermodalité
Un parc pour les vélos et un parking pour les véhicules y sont aménagés. En complément du service ferroviaire elle est desservie par un service de cars TER sur la relation Sélestat - Strasbourg. 

## Patrimoine ferroviaire
Bien qu'étant décrit comme le plus ancien bâtiment de gare en Alsace, celui de la gare de Benfeld, remontant à 1841, a été démoli en octobre 2012. La démolition votée en 2010 par le conseil communal dans le cadre d'un projet de réaménagement a fait face en 2011 à une demande de protection par la Société d’histoire des quatre cantons auprès de la Direction régionale des Affaires culturelles qui suspend le permis de démolition. La démolition est finalement validée en juin 2012.
Les bâtiments voyageurs d'Erstein et Rouffach, également disparus, étaient de plan similaire à l'origine.